# アキレウスとリュコメデスの娘たち
『アキレウスとリュコメデスの娘たち』（アキレウスとリュコメデスのむすめたち、仏: Achille parmi les filles de Lycomède）、または『スキロス島でのアキレウスの発見』（スキロスとうでのアキレウスのはっけん、英: Discovery of Achilles on Skyros）は、17世紀フランスの画家ニコラ・プッサンが1639-1640年にキャンバス上に油彩で制作した絵画である。オウィディウスの『変身物語』などで語られる古代ギリシアの英雄アキレウスにまつわる逸話を主題としている。1946年にヴィルダンスタン (Wildenstein) 氏からボストン美術館が購入し、以来、同美術館に所蔵されている。

## 作品

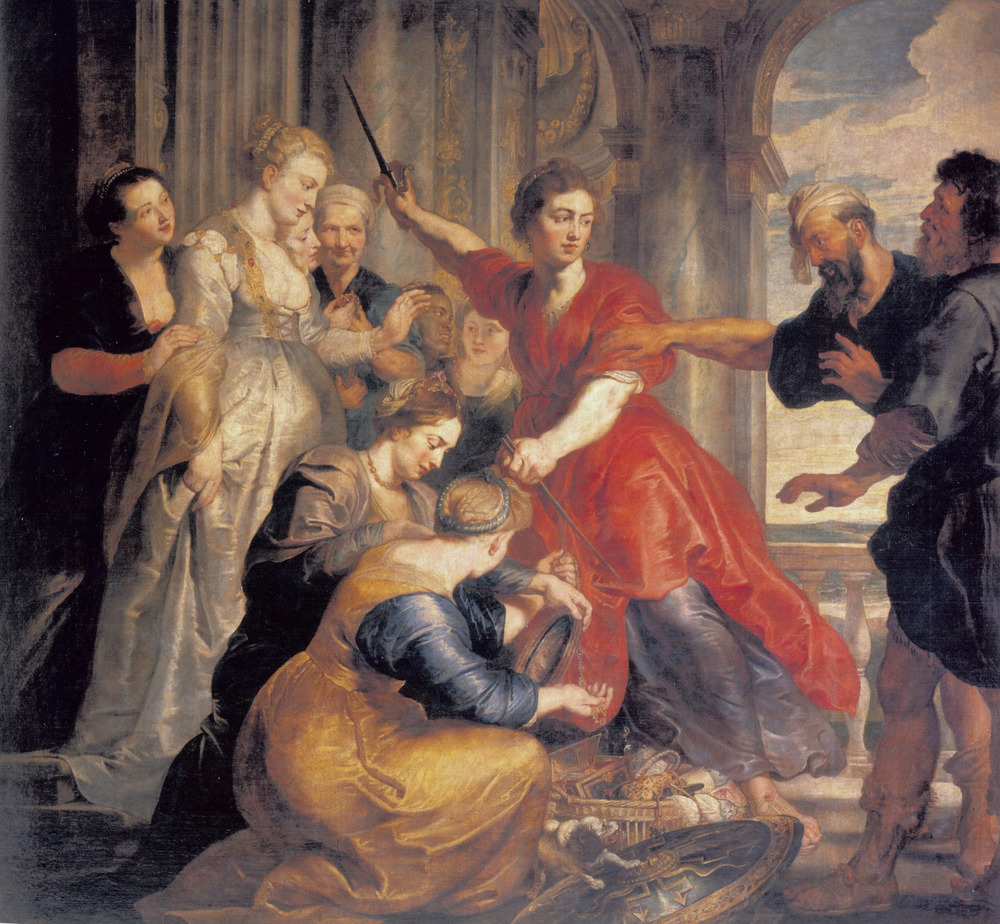
アンソニー・ヴァン・ダイクとピーテル・パウル・ルーベンス『オデュッセウスとディオメデスに発見されるアキレウス』 (1617-1618年、プラド美術館、マドリード)

テティスは、息子のアキレウスがトロイア戦争で死ぬという運命であることを知る。そこで、彼に娘の格好をさせ、スキロス島のリュコメデス王の娘たちの中に匿った。ギリシア軍の武将オデュッセウスとディオメデスは商人になりすまし、アキレウスを探しにやってくる。彼らの前でアキレウスが自身の素性を明かしてしまうこの主題は、アキレウスにまつわる主題の中ではルネサンスからバロック期にかけて最も人気のあるものであった。無数の作例が知られており、アンソニー・ヴァン・ダイクの作品などが有名である。
絵画の場面は、リュコメデス王の館に設定されている。左端にいる片膝姿でターバンを巻いているのがオデュッセウスで、その背後にいるのがディオメデスである。2人は異国の宝石商のふりをしている。オデュッセウスは、女であるはずの1人がアキレウスが箱の中に隠されていた剣を取り出したのを見て、それがアキレウスであることを察知した。3人の美しい王の娘たちの力強く美しい姿はきわだっているが、後ろを振り向いているラーオダメイアは、ただちに彼女の恋人であるアキレウスの正体が暴露したことを悟っている。
プッサンは、この晩年の作品で心理的ドラマを描くことを選んだ。アキレウスが発見され、察知される瞬間が、慎重に形成され、明らかに読み取れるポーズに凝固した人物像によって提示されているのである。